# Murasi
Murasi (oroszul: Мураши) város Oroszország Kirovi területén, a Murasi járás székhelye.
Lakossága: 6750 fő (a 2010. évi népszámláláskor).

## Fekvése
A Kirovi terület északi részén, Kirov területi székhelytől kb. 115 km-re északnyugatra helyezkedik el. Vasútállomás a Kirov–Kotlasz vasútvonalon, Komiföld határa közelében. A településen vezet át a „Vjatka” nevű R176-os főút Kirov–Sziktivkar közötti szakasza.
A terület az Urál nyugati előterében húzódó Észak-orosz-hátság része.

## Története
A település a vasútnak köszönheti létrejöttét: a Perm–Vjatka–Kotlasz vasútvonal építésekor (1895–1899) keletkezett. A vasúti fővonal az Urál vidékét kötötte össze Vjatka (ma: Kirov) városon át az Északi-Dvinán létesített folyami kikötővel. Az állomás mellett kialakult Murasi 1929-ben lett járási székhely. A világháború idején a veszélyeztetett nyugati területekről sok családot ide telepítettek át, ezért a település lélekszáma ugrásszerűen megnőtt, és Murasi 1944-ben városi rangot kapott. 

## Gazdasága
Gazdasági életében 1965 óta jelentős a szerepe a vasútnak és a kapcsolódó vállalatoknak, a járműjavítónak és a faiparnak. 1986-ban fejeződött be a Kirov–Murasi közötti szilárd burkolatú főút kiépítése, ezzel létrejöttek a közúti szállítás alapvető feltételei, és közvetlen kapcsolat teremtődött a szomszédos Komifölddel is.